# Gary Burton Quartet in Concert
| Recensione | Giudizio |
| ---------- | -------- |
| AllMusic   |          |

Gary Burton Quartet in Concert è un album Live a nome Gary Burton Quartet, pubblicato dalla casa discografica RCA Victor Records nel luglio del 1968.

## Tracce

### LP
Lato A
1. Blue Comedy – 8:25 (Mike Gibbs)
2. The Sunset Bell – 4:48 (Gary Burton)
3. Lines – 2:48 (Larry Coryell)
4. Walter L. – 6:21 (Gary Burton)

Lato B
1. Wrong Is Right – 6:02 (Larry Coryell)
2. Dreams – 5:31 (Gary Burton)
3. I Want You – 2:38 (Bob Dylan)
4. One, Two, 1-2-3-4 – 9:27 (Gary Burton, Larry Coryell)

## Formazione
Gary Burton Quartet
- Gary Burton – vibrafono
- Larry Coryell – chitarra
- Steve Swallow – contrabbasso
- Bob Moses – batteria

Note aggiuntive
- Brad McCuen – produttore
- Registrato dal vivo il 23 febbraio 1968 al Carnegie Recital Hall di New York City, New York
- Paul Goodman – ingegnere delle registrazioni
- Dave Philhower – secondo ingegnere delle registrazioni
- Ray Hall – editing
- Paul Goodman – mastering
- Nick Sangiamo – foto (fronte e retrocopertina) copertina album originale[3]